# A Million Miles Away (canción de Rory Gallagher)
«A Million Miles Away» —en español: Un millón de millas de distancia—  es una canción del músico irlandés Rory Gallagher, incluida en su tercer álbum de estudio Tattoo, fue un elemento recurrente en las actuaciones en vivo junto con Tattoo'd Lady hasta los conciertos finales en 1994.
A pesar de que es reconocido por usar una gastada Fender Stratocaster de 1961, en estudio uso una Danelectro modelo 3021 Short Horn que adquirió por $15 dólares en Estados Unidos.
Como muchas canciones de Rory, principalmente hablan de su vida en la carretera y giras, en esta canción se aprecia bien la técnica de "Clawhammer Picking", usada más tarde por Mark Knopfler.

## Músicos
- Rory Gallagher: voz, guitarra eléctrica y armónica
- Gerry McAvoy: bajo
- Lou Martin: teclados
- Rod de'Ath: batería